# Траут (озеро, Северо-Западные территории)
Тра́ут (англ. Trout Lake — «Форелье озеро») — озеро в Северо-Западных территориях в Канаде. Расположено на юге территорий, юго-западнее Большого Невольничьего озера. Одно из больших озёр Канады — общая площадь равна 504 км². Высота над уровнем моря 503 метра.
Питание от озёр Тетчо (Tetcho Lake) и Трейнор (Treinor Lake). Сток по реке Траут в реку Маккензи и далее в Северный Ледовитый океан.
Маленький посёлок Траут Лейк находится на восточном берегу озера, в 2009 году в нём проживало 106 коренных жителей.